# Rudolf-August Oetker
Rudolf-August Oetker (Bielefeld, 20 de setembro de 1916 — Hamburgo, 16 de janeiro de 2007) também conhecido como "Dr. Oetker", foi o inventor do bolo instantâneo e um dos protagonistas do renascimento econômico da Alemanha do pós-guerra.  
Foi aceito, em 1o de julho de 1941, como voluntário da Waffen-ss. Ajudou o regime nazista a expropriar bens de judeus, o que lhe rendeu enorme fortuna.
Junto com a sua família, Rudolf-August Oetker foi um dos homens mais ricos da Alemanha, com uma fortuna calculada em 6,5 bilhões de euros.
Em meio século de atividade, Oetker transformou a pequena sociedade de Bielefeld num colosso da indústria alimentícia, que opera em escala global com um faturamento de mais de 7 bilhões de euros. 
Em 1981, Rudolf-August Oetker deixou a direção administrativa da empresa para o filho August, mas se manteve como presidente do conselho do grupo. 
Faleceu numa clínica na cidade de Hamburgo no norte da Alemanha.

## História
Após a morte de Rudolf Oetker, pai de Rudolf-August, no campo de batalha de Verdun em 1916, os negócios da família foram dirigidos por Ida, mãe de Rudolf-August, e seu segundo marido, Richard Kaselowsky. 
Depois de formar-se na universidade, o jovem Rudolf-August optou por fazer um estágio em um banco, mas o estágio só durou até 1936 quando ele foi recrutado para o exército.
A empresa familiar havia sido fundada em 1891, quando o farmacêutico August Oetker, avô de Rudolf-August, começou a vender pacotinhos do até então desconhecido fermento, Bakin. Cada embalagem vinha com uma receita e, além disso, August Oetker escrevia e vendia livros de receitas. O sucesso foi tão grande que o até então farmacêutico teve de fechar sua farmácia para se dedicar em tempo integral à edificação de seu império.
A empresa continuou a se expandir mesmo após a morte de Oetker. Kaselowsky, que passou a controlar os negócios da família em 1918, aumentou a linha de produtos Dr. Oetker, inserindo no mercado outros ingredientes, como o acúçar de baunilha e o pudim.

## Do poder para o poder
Em 1944, após a morte de sua mãe, do padrasto e de duas irmãs, Rudolf-August começou a administrar os negócios. Desde então até 1981 ele permaneceu como o único diretor da companhia.
Durante o milagre econômico nos anos 50, ele construiu a Fundação Oetker, expandindo os produtos de cozinha para criar o mais diverso grupo de companhias da Alemanha. Embora ele nem sempre tenha tido sucesso em cada um de seus negócios, ele nunca cansou. Investiu em filmes, construções, álcool e em serviços financeiros. 
Nos anos 60, ele comprou a companhia de vinho espumante Söhnlein Rheingold e a fábrica de vodca Gorbatschow, e ainda começou sua tentativa no mundo da cerveja, com a compra da Brau & Brunnen. E em 1981, aos 65 anos, transferiu a direção do seu império para o filho mais velho, August Oetker.

## A família
Em 1963, Rudolf-August Oetker se casou pela terceira vez, com Marianne. Dos seus três casamentos, ele teve oito filhos, muitos dos quais participam da direção da empresa. Em 1976, um dos seus filhos, Richard Oetker, foi vítima de um seqüestro do qual só foi libertado após o pagamento do resgate de 10,5 milhões de euros.
Oetker foi um renomado colecionador de arte, que tinha muitas casas pelo mundo todo e era conhecido por gostar de cavalgar e fumar charuto.

## Envolvimento com o nazismo
Em outubro de 2013 a família Oetker deu uma declaração sobre seu envolvimento com o nazismo. "Meu pai foi um nazista", disse August Oetker ao semanário Die Zeit. A editora Beck-Verlag publicou o livro "Dr. Oetker und der Nationalsozialismus" (Dr. Oetker e o nacional-socialismo). O estudo foi encomendado e pago pela família. Em 2009, dois anos após a morte do fundador, a família de Andreas Wirsching (diretor do Instituto de História Contemporânea de Munique) patrocinou a exploração do estudo da história da empresa na era nazista. O projeto necessitou de três anos para concluir o estudo. Os pesquisadores concluíram que "a família e a empresa Oetker apoiaram a sociedade nazista e obtiveram benefícios de sua política."
Alguns, entretanto, alertam que esse tipo de contratação por famílias milionárias herdeiras de nazistas de historiadores é prática que busca na verdade dirigir uma narrativa e manter a riqueza acumulada, pelo roubo aos judeus, com os próprios herdeiros.